# Sukaraya (Batu Raja Timur)
Sukaraya is een bestuurslaag in het regentschap Ogan Komering Ulu van de provincie Zuid-Sumatra, Indonesië. Sukaraya telt 9975 inwoners (volkstelling 2010).